# Vatólakkos
Vatólakkos, en grec moderne : Βατόλακκος, est un village de la vallée de la rivière Keríti, dans le dème de Plataniás, en Crète, en Grèce. Selon le recensement de 2011, la population de Vatólakkos compte 654 habitants. Le village est situé à une altitude de 100 m et à une distance de 15 km de La Canée.

## Recensements de la population
| Recensements | 1900 | 1920 | 1928 | 1940 | 1951 | 1961 | 1971 | 1981 | 1991 | 2001 | 2011 |
| ------------ | ---- | ---- | ---- | ---- | ---- | ---- | ---- | ---- | ---- | ---- | ---- |
| Population   | 668  | 779  | 837  | 1025 | 960  | 784  | 784  | 749  | -    | 739  | 654  |